# Praecipua (estel)
Praecipua (46 del Lleó Menor / 46 Leonis Minoris) és un estel de magnitud aparent de +3,79 en la petita constel·lació de Leo Minor(Lleó Menor). És l'únic estel que, és conegut per la seva denominació de Flamsteed, ja que no té estel alfa ("α"), ocupa el primer lloc per lluentor dins de la seva constel·lació. Praecipua és un nom relativament modern i prové del terme en llatí que significa «cap» o «primer», al·ludint a la seva condició d'estel més brillant. Es troba a 98 anys llum de distància del sistema solar.
Praecipua és una gegant taronja de tipus espectral K0III amb una temperatura superficial de 4690 K. La mesura directa del seu diàmetre angular mitjançant interferometria —0,00254 segons d'arc— dona com a resultat un radi 8,2 vegades més gran que el del Sol, per sota de la mitjana dels estels gegants. La seva lluentor és 32 vegades major que la lluminositat solar i la seva massa estimada és un 50 % major que la del Sol.
Té un contingut metàl·lic inferior al solar, sent el seu índex de metal·licitat [Fe/H] = -0,12.
Praecipua és un possible estel variable —rep la denominació de variable provisional NSV 4999— amb una petita variació en la seva lluentor de 0,05 magnituds. Així mateix, és membre del grup de Wolf 630.